# Danh sách đĩa nhạc của Shakira
Ca sĩ nhạc Rock người Colombia Shakira có 10 album phòng thu, 4 album tổng hợp, 4 album trực tiếp; 61 đĩa đơn/video âm nhạc (đĩa đơn hát chính và đĩa đơn hợp tác).
Magia (Magic) là album đầu tay của Shakira ghi âm cùng với hãng Sony Colombia năm 1991 khi cô mới 15 tuổi. Sau "Magia", Shakira cho ra đời album thứ 2 năm 1993 mang tên Peligro (Danger). Hai album chỉ xuất hiện trên các bảng xếp hạng của quê hương cô ấy, Colombia.
Shakira quay lại thu album thứ ba của cô vào năm 1995. Album này mang tên Pies Descalzos (Bare Feet) đã mang về cho cô danh tiếng tại Châu Mĩ Latin và có số lượng đĩa bán ra hơn 7 triệu đĩa trên toàn thế giới. Các ca khúc "Estoy Aquí"; "Pies Descalzos, Suenos Blancos", "Dónde Estás Corazón?" và Un Poco de Amor đã trở thành ví dụ điển hình cho văn hoá nhạc Pop. Pies Descalzos bán được hơn 4 triệu bản. Chính thành công này đã khiến cô cho ra đời thêm album phối khí lại mang cái tên đơn giản là "The Remixes", bán được hơn 1 triệu bản. Album này bao gồm cả phiên bản tiếng Bồ Đào Nha rất thành công tại thị trường Brasil. Vào năm 1997, Shakira giành được 3 giải Billboard Music Awards bao gồm: Album của năm cho "Pies Descalzos", Nghệ sĩ mới xuất sắc nhất, Video của năm cho "Un Poco de Amor". do các thành công đó cô được công nhận là một trong những nghệ sĩ có triển vọng thành công lớn và tầm cỡ quốc tế.
Album thứ tư của cô mang tên ¿Dónde Están los Ladrones? (Where are the thieves?) sản xuất năm 1998 do Emilio Estefan với chi phí 3 triệu đôla. Tuy nhiên cái giá đó không hề đắt vì chính album đó lại đem về cho cô 7 triệu đôla và kèm theo số lượng đĩa bán ra hơn 10 triệu đĩa, sau đó album được công nhận là album Latin bán chạy nhất của mọi thời đại. Cô bắt đầu tạo dựng tiếng tăm của mình tại các nước không sử dụng tiếng Tây Ban Nha như Pháp, Thụy Sĩ, Canada và đặc biệt là Mĩ. 8 trong số 11 ca khúc của album được ghi lại dưới dạng đĩa đơn bao gồm "Ciega, Sordomuda"; "Moscas en la Casa"; "No Creo"; "Inevitable"; "Tú"; "Si Te Vas"; "Octavo Día" và "Ojos Así". Vào năm 1999, Shakira rất vinh dự được đề cử giải Grammy cho Trình diễn nhạc Latin Rock xuất sắc nhất, nhưung giải thưởng đã thuộc về Maná, chứ không thuộc về cô. Đến năm 2000, Shakira giành được giải MTV Video Music Awards cho Nghệ sĩ người Mỹ Latin có Video được yêu thích nhất cho Ojos Así.
Vào năm 2002, Shakira giành được 1 giải Latin Grammy cho Video hình thái ngắn xuất sắc nhất nâng số giải của cô lên đến 3 giải và đồng thời cô cũng giành thêm giải MTV Video Music Awards thứ hai của cô cho Nghệ sĩ người Mỹ Latin có Video được yêu thích nhất cho ca khúc Whenever, Wherever và 5 giải MTV Video Music Award bằng tiếng Latin bao gồm các mục: Nghệ sĩ của năm, Video của năm, Nữ nghệ sĩ xuất sắc nhất,Nghệ sĩ nhạc Pop xuất sắc nhất, Nghệ sĩ của vùng.
Shakira còn cho ra volume tiếng Tây Ban Nha "Grandes Éxitos" gồm một DVD và 10 ca khúc biên soạn trong album "Live & Off the record". Cũng trong năm này, cô thực hiện chuyến lưu diễn vòng quanh thế giới "Tour of the Mongoose" kéo dài đến năm 2003. Tháng 9 năm 2002, Shakira giành giải khán giả quốc tế bình chọn tại lễ trao giải của MTV Video Music với video "Suerte". Năm 2002 có lẽ là năm chứng kiến nhiều sự kiện đáng nhớ của Shakira. Cô còn trình diễn ca khúc "Dude"/ "Looks Like A Lady" trong buổi lễ trao giải MTV của Aerosmith; cô cùng với Celine Dion, Anastacia, Cher và The Dixie Chicks trên "Divas" do kênh VH1 truyền hình trực tiếp tại Las Vegas.
Năm 2001, được đà thắng lợi của album "Dondé Están los Ladrones?" và "MTV Unplugged", Shakira bắt đầu triển khai kế hoạch làm album bằng tiếng Anh. Hợp tác cùng Gloria Estefan, Shakira viết và ghi âm các phiên bản bằng tiếng Anh cho các ca khúc từ album trên. Đồng thời cô soạn thêm các ca khúc cho album mới Laundry Service. Cuối cùng với nhiều cố gắng, cô đã ký được hợp đồng với hãng Sony Music để phát hành album tiếp theo mang tên, Laundry Service, rất thành công trên bề mặt thương mại, album tiêu thụ hơn 20 triệu đĩa trên toàn thế giới, trở thành một trong những album bán chạy nhất của mọi thời đại, Laundry Service đã vị trí thứ 3 trên cả hai bảng xếp hạng cả Anh và Mỹ, với bài hát hit Whenever, Wherever đã gây chấn động đến thế giới về mức độ thành công tầm cỡ quốc tế, ca khúc đã đứng đầu tất cả các bảng xếp hạng châu Âu và châu Mỹ và đứng nhất bảng xếp hạng Billboard Hot 100, kèm theo với số lượng bảng bán ra vượt mức khổng lồ với số đĩa hơn 20 triệu bản, trở thành bản đĩa đơn bán chạy nhất của mọi thời đại.
Tháng 6 năm 2005, Shakira phát hành album Fijación Oral Vol. 1 tại châu Âu, Bắc Mĩ và Úc. Ca khúc dẫn đầu trong album này là "La Tortura"/ The Torture đứng đầu tại Tây Ban Nha và đứng thứ 23 trong top 100 của Billboard Hot 100. Bài hát này còn gặt hái thành công trên khắp thế giới. Album này còn mang về cho Shakira giải Grammy thứ hai của cô dành cho Giải Grammy cho album Latin Rock xuất sắc nhất và album này còn mang về cho thêm 5 giải Latin Grammy trong đó có 4 mục quan trọng: Album của năm, Thu âm của năm, Bài hát của năm, Album giọng Pop xuất sắc nhất.
Album thứ hai bằng tiếng Anh của cô và cũng là album phòng thu thứ 7 mang tên Oral Fixation Vol. 2 được phát hành vào tháng 11 năm 2005 ở Bắc Mĩ và Úc. Album được bán ra hơn 8 triệu đĩa trên toàn thế giới, cũng là album bán chạy nhất trong năm 2006. Với thành công của ca khúc Hips Don't Lie đã đứng đầu tất cả các bảng xếp hạng ở các nước trong năm 2006 và càng được biết đến với phiên bản Bambo tại World Cup 2006, ca khúc trở thành một trong những bài hát được yêu thích nhất mọi thời đại vượt kỉ lục Guinness, Hips Don't Lie đứng vững trên bảng xếp hạng suốt 6 tháng liên tiếp, không có đối thủ vượt qua nổi, khi We Belong Together của Mariah Carey đứng ở vị trí thứ 2, Hips Don't Lie còn phá vỡ bảng xếp hạng Billboard Hot 100 đứng nhất bảng xếp hạng trong vòng 1 tháng. Với thành công kèm theo, bảng single tiêu thụ hơn 13 triệu bản trên toàn thế giới, trở thành một trong những bản single bán chạy nhát của mọi thời đại và trở thành ca khúc được yêu thích nhất trong năm 2006. Vào năm 2007,Shakira rất vinh dự được mời biểu diễn tại lễ trao giải Grammy 2007 ca khúc Hips Don't Lie, đồng thời ca khúc mang về cho Shakira đề cử giải Grammy thứ tư của cô ở hạng mục Hợp tác giọng Pop xuất sắc nhất. Cũng trong năm này, Shakira cùng với Beyoncé hợp tác song ca bài hát Beautiful Liar, ca khúc đã trở thành một trong những thành công vượt bậc trong làn âm nhạc và là ca khúc được yêu thích nhất trong năm 2008, chỉ sau ca khúc Umbrella của Rihanna và Jay-Z. Vào năm 2008, Shakira nhận được đề cử giải Grammy thứ năm của mình ở đề mục Hợp tác giọng Pop xuất sắc nhất cho ca khúc Beautiful Liar.
Vào năm 2009, Shakira cho ra đời đĩa đơn tiếp theo, She Wolf và album cùng tên She Wolf sau nhiều năm vắng mặt, ca khúc và album đã gây sốc đến giới chuyên môn và vô cùng ngạc nhiên khi cô thay đổi hoàn toàn phong cách lẫn khuôn mặt hiền hậu, She Wolf đang đứng đầu các bảng xếp hạng của Mỹ, Anh và đặc biệt là thành công vượt bậc ở châu Âu, đĩa nhạc được các giới chuyên môn đánh giá rất cao và một số nhà phê bình còn có nhiều khen ngợi. Điểm khiến Shakira luôn khác biệt so với những bạn đồng lứa mình là dù trong phong cách nào, từ tango đến bossa nova, từ Andean đến reggaeton, các ca từ của cô cũng rất thông minh và có sức lay động rất lớn. Minh chứng cho điều đó là ca khúc ấn tượng "Ojos Así", một giai điệu mang đậm âm hưởng Trung Đông với guitar điện từ album năm 1998 của cô mang tên "¿Dónde Estan los Ladrones?". Một lần nữa trong "She Wolf", Shakira lại đem lại cho người nghe âm điệu của miền Đông này.
Sale el Sol là album thứ 9 của Shakira, gồm phiên bản tiếng Tây Ban Nha và tiếng Anh, được phát hành ngày 31 tháng 8 năm 2010. Album mới ra lò đã xếp thứ 7 trên Billboard 200, và thứ nhất trên Billboard Top Latin Album, trở thành album thứ 4 lọt vào top 10 Billboard 200 của Shakira. Album này nằm trong bảng xếp hạng trong 12 tuần.
Album đã tiêu thụ được 250.000 bản ở Hoa Kỳ và hơn 4.000.000 bản trên toàn thế giới. Album này đã giúp cô giành được 3 đề cử cho giải Latin Grammy. Bao gồm: Album Latin xuất sắc nhất của năm và Giọng ca Latin xuất sắc nhất. Trong đó, cô giành được giải Giọng ca Latin nữ xuất sắc nhất. Gồm những đĩa đơn Sale el Sol, Loca, Rabiosa, Antes de las Seis và Addicted to You. Trong đó, Rabiosa và Loca đã đạt được 200 triệu lượt xem trên mạng xã hội Youtube.
Năm 2010, Shakira đã kết hợp cùng với băng nhạc Freshlyground cho ra mắt bài hát Waka Waka (This Time for Africa). Bài hát này đã được FIFA chọn làm bài hát chính thức cho World Cup 2010 tại Nam Phi, trong Listen Up! The Official 2010 FIFA World Cup Album phát hành ngày 31/5/2010. Waka Waka (This Time for Africa) đứng thứ 4 trong số những MV xem nhiều nhất trên các trang âm nhạc và bảng xếp hạng trên thế giới.
Sau 4 năm vắng bóng trên thị trường âm nhạc, Shakira đã tung album phòng thu thứ 10 mang tên của mình vào năm 2014. Gồm các đĩa đợn như là Can't Remember to Forget You hợp tác cùng nữ ca sĩ gốc Barbados Rihanna, Nunca Me Acuerdo de Olvidarte (phiên bản tiếng Tây Ban Nha của Can't Remember to Forget You) và Empire. Trong album còn có đĩa đơn Dare (La La La) là một trong những bài hát được chọn cho World Cup 2014. Đĩa đơn Can't Remember to Forget You cũng đạt vị trí 15 trên bảng xếp hạng Billboard Hot 100 và đạt 420 triệu lượt xem trên mạng xã hội Youtube.

## Album

### Album phòng thu
| Magia                                                                           | - Label: Sony Colombia - Format: Cassette, LP                                                                         | — | —  | — | —  | —  | — | — | —  | —   | —   | — | |                                                            |
| Peligro                                                                         | - Released: ngày 25 tháng 3 năm 1993 (COL) - Label: Sony Colombia - Format: Cassette, LP                              | — | —  | — | —  | —  | — | — | —  | —   | —   | — | |                                                            |
| Pies Descalzos                                                                  | - Released: ngày 6 tháng 10 năm 1995 (COL) - Label: Sony Music - Formats: CD, cassette, LP                            | — | —  | — | 71 | —  | — | — | —  | —   | —   | 5 | - RIAA: Platinum | - US: 596,000 (as of 2014)                                 |
| Dónde Están los Ladrones?                                                       | - Released: ngày 29 tháng 9 năm 1998 (US) - Label: Sony Music Latin - Formats: CD, cassette                           | — | —  | — | 79 | —  | — | — | 73 | —   | 131 | 1 | - AMPROFON: 2× Platinum - PROMUSICAE: Platinum - RIAA: Platinum                                                                                      | - US: 912,000 (as of 2014)                                 |
| Laundry Service                                                                 | - Released: ngày 13 tháng 11 năm 2001 (WW) - Label: Epic - Formats: CD, cassette                                      | 1 | 5  | 5 | 2  | 2  | — | 2 | 1  | 2   | 3   | — | - AMPROFON: 2× Platinum - BPI: 2× Platinum - BVMI: 5× Gold - IFPI SWI: 5× Platinum - PROMUSICAE: 5× Platinum - RIAA: 3× Platinum - SNEP: 2× Platinum | - EUR: 4,000,000 (as of 2002) - US: 3,526,000 (as of 2014) |
| Fijación Oral, Vol. 1                                                           | - Released: ngày 3 tháng 6 năm 2005 (WW) - Label: Epic - Formats: CD, digital download                                | 2 | 6  | 6 | 1  | 18 | 1 | 1 | 2  | 180 | 4   | 1 | - AMPROFON: 3× Platinum - BVMI: 3× Gold - IFPI SWI: Platinum - PROMUSICAE: 3× Platinum - RIAA: 11× Platinum (Latin)                                  | - EUR: 1,000,000 (as of 2006) - US: 1,012,000 (as of 2014) |
| Oral Fixation, Vol. 2                                                           | - Released: ngày 25 tháng 11 năm 2005 (WW) - Label: Epic - Formats: CD, digital download                              | 6 | 12 | 8 | 4  | 6  | 4 | 3 | 3  | 12  | 5   | — | - AMPROFON: Platinum+Gold - BPI: Platinum - BVMI: 3× Gold - IFPI SWI: Platinum - PROMUSICAE: Platinum - RIAA: Platinum - SNEP: Platinum              | - EUR: 1,000,000 (as of 2006) - US: 1,745,000 (as of 2014) |
| She Wolf                                                                        | - Released: ngày 9 tháng 10 năm 2009 (GER) - Label: Epic - Formats: CD, digital download                              | 4 | 11 | 7 | 3  | 1  | 1 | 2 | 1  | 4   | 15  | — | - AMPROFON: 2× Platinum - BPI: Gold - BVMI: Gold - FIMI: Platinum - PROMUSICAE: Platinum - SNEP: Gold                                                | - US: 400.000                                              |
| Sale el Sol                                                                     | - Released: ngày 19 tháng 10 năm 2010 (WW) - Label: Epic - Formats: CD, digital download                              | 3 | 1  | 1 | 6  | 1  | 1 | 1 | 2  | —   | 7   | 1 | - AMPROFON: Platinum+Gold - BVMI: Platinum - FIMI: Platinum - IFPI SWI: 2× Platinum - PROMUSICAE: 2× Platinum - SNEP: Diamond                        |                                                            |
| Shakira                                                                         | - Released: ngày 21 tháng 3 năm 2014 (GER) - Label: RCA, Live Nation, Sony Music Latin - Format: CD, digital Download | 3 | 11 | 6 | 5  | 3  | 2 | 2 | 2  | 14  | 2   | — | - AMPROFON: Gold - PROMUSICAE: Gold - SNEP: Gold |                                                            |
| "—" Album không có mặt trên bảng xếp hạng hoặc không phát hành tại quốc gia đó. | |   |    |   |    |    |   |   |    |     |     |   | |                                                            |

### Album video / Album trực tiếp
| MTV Unplugged                                                                  | - Released: ngày 29 tháng 2 năm 2000 (US) - Label: Sony Music - Formats: CD, DVD     | —  | — | 91 | — | —  | —  | 1 | - AMPROFON: Platinum - BVMI: Gold - RIAA: 4x Platinum (Latin) |
| Live & Off the Record                                                          | - Released: ngày 22 tháng 3 năm 2004 (US) - Label: Epic - Formats: CD, DVD           | 43 | — | 14 | — | 4  | 73 | — | - AMPROFON: Gold - RIAA: Gold (DVD)                           |
| Oral Fixation Tour                                                             | - Released: ngày 13 tháng 11 năm 2007 (US) - Label: Epic - Formats: Blu-ray, CD, DVD | —  | — | 71 | 1 | 5  | —  | — | - AMPROFON: Platinum - RIAA: Platinum (DVD)                   |
| Live from Paris                                                                | - Released: ngày 5 tháng 12 năm 2011 (FRA) - Label: Epic - Formats: Blu-ray, CD, DVD | 16 | 8 | 43 | 4 | 25 | 18 | 2 | - SNEP: Platinum - AMPROFON: Platinum+Gold                    |
| "—" Album không có mặt tại bảng xếp hạng hoặc không phát hành tại quốc gia đó. |                                                                                      |    |   |    |   |    |    |   |                                                               |

### Album tổng hợp
| The Remixes                                                                    | - Released: ngày 21 tháng 10 năm 1997 (US) - Label: Sony Music - Formats: CD, cassette     | —  | —  | —  | —  | 21 | - RIAA: 2× Platinum (Latin)                      | - Remix album containing Portuguese versions and remixes of tracks from Pies Descalzos.                                                                   |
| Colección de Oro                                                               | - Released: ngày 22 tháng 1 năm 2002 (US) - Label: Sony Music - Formats: CD                | —  | —  | —  | —  | —  |                                                  | - 2002 reissue of Pies Descalzos |
| Grandes Éxitos                                                                 | - Released: ngày 5 tháng 11 năm 2002 (US) - Label: Sony Music - Formats: CD                | —  | 36 | 49 | 80 | 1  | - AMPROFON: Platinum - RIAA: 2× Platinum (Latin) | - Compilation album containing songs from Pies Descalzos, Dónde Están los Ladrones?, MTV Unplugged and Spanish songs from Laundry Service.                |
| Oral Fixation, Vol. 1 & 2                                                      | - Released: ngày 5 tháng 12 năm 2006 (US) - Label: Epic - Format: CD/DVD, digital download | 47 | 25 | 91 | —  | 27 |                                                  | - Box set containing the albums Fijación Oral, Vol. 1 and Oral Fixation, Vol. 2, and a DVD featuring music videos and live performances of their singles. |
| "—" denotes a title that did not chart, or was not released in that territory. |                                                                                            |    |    |    |    |    |                                                  | |

## Đĩa đơn

### Hát chính
| Tên                                                                               | Năm  | Vị trí cao nhất trên các BXH | Vị trí cao nhất trên các BXH | Vị trí cao nhất trên các BXH | Vị trí cao nhất trên các BXH | Vị trí cao nhất trên các BXH | Vị trí cao nhất trên các BXH | Vị trí cao nhất trên các BXH | Vị trí cao nhất trên các BXH | Vị trí cao nhất trên các BXH | Vị trí cao nhất trên các BXH | Vị trí cao nhất trên các BXH | Chứng nhận | Album                                             |
| Tên                                                                               | Năm  | Áo                           | Bỉ (WA)                      | Pháp                         | Đức                          | Ý                            | Mexico                       | Tây Ban Nha                  | Thụy Sĩ                      | Anh                          | Mỹ                           | Mỹ Latin                     | Chứng nhận | Album                                             |
| --------------------------------------------------------------------------------- | ---- | ---------------------------- | ---------------------------- | ---------------------------- | ---------------------------- | ---------------------------- | ---------------------------- | ---------------------------- | ---------------------------- | ---------------------------- | ---------------------------- | ---------------------------- | --- | ------------------------------------------------- |
| "Estoy Aquí"                                                                      | 1995 | —                            | —                            | —                            | —                            | —                            | 1                            | —                            | —                            | —                            | —                            | 2                            | | Pies Descalzos                                    |
| "¿Dónde Estás Corazón?"                                                           | 1996 | —                            | —                            | —                            | —                            | —                            | 1                            | —                            | —                            | —                            | —                            | 5                            | | Pies Descalzos                                    |
| "Pies Descalzos, Sueños Blancos"                                                  | 1996 | —                            | —                            | —                            | —                            | —                            | 5                            | —                            | —                            | —                            | —                            | —                            | | Pies Descalzos                                    |
| "Un Poco de Amor"                                                                 | 1996 | —                            | —                            | —                            | —                            | —                            | —                            | —                            | —                            | —                            | —                            | —                            | | Pies Descalzos                                    |
| "Antología"                                                                       | 1997 | —                            | —                            | —                            | —                            | —                            | —                            | —                            | —                            | —                            | —                            | 15                           | | Pies Descalzos                                    |
| "Se Quiere, Se Mata"                                                              | 1997 | —                            | —                            | —                            | —                            | —                            | —                            | —                            | —                            | —                            | —                            | 8                            | | Pies Descalzos                                    |
| "Ciega, Sordomuda"                                                                | 1998 | —                            | —                            | —                            | —                            | —                            | —                            | —                            | —                            | —                            | —                            | 1                            | | Dónde Están los Ladrones?                         |
| "Tú"                                                                              | 1998 | —                            | —                            | —                            | —                            | —                            | —                            | —                            | —                            | —                            | —                            | 1                            | | Dónde Están los Ladrones?                         |
| "Inevitable"                                                                      | 1998 | —                            | —                            | —                            | —                            | —                            | —                            | —                            | —                            | —                            | —                            | 3                            | | Dónde Están los Ladrones?                         |
| "No Creo"                                                                         | 1999 | —                            | —                            | —                            | —                            | —                            | —                            | —                            | —                            | —                            | —                            | 9                            | | Dónde Están los Ladrones?                         |
| "Ojos Así"                                                                        | 1999 | —                            | 16                           | 15                           | —                            | —                            | —                            | —                            | 33                           | —                            | —                            | 22                           | | Dónde Están los Ladrones?                         |
| "Moscas en la Casa"                                                               | 1999 | —                            | —                            | —                            | —                            | —                            | —                            | —                            | —                            | —                            | —                            | 25                           | | Dónde Están los Ladrones?                         |
| "Whenever, Wherever" / "Suerte"                                                   | 2001 | 1                            | 1                            | 1                            | 1                            | 1                            | —                            | 1                            | 1                            | 2                            | 6                            | 1                            | - ARIA: 3× Platinum - SNEP: Diamond - BVMI: 3× Gold - IFPI SWI: 2× Platinum - BPI: Platinum                                                                 | Laundry Service                                   |
| "Underneath Your Clothes"                                                         | 2002 | 1                            | 7                            | 2                            | 2                            | 3                            | —                            | —                            | 2                            | 3                            | 9                            | —                            | - ARIA: 2× Platinum - SNEP: Gold - BVMI: Gold - IFPI SWI: Platinum - BPI: Silver                                                                            | Laundry Service                                   |
| "Objection (Tango)" / "Te Aviso, Te Anuncio (Tango)"                              | 2002 | 2                            | 8                            | 10                           | 19                           | 6                            | —                            | —                            | 10                           | 17                           | 55                           | 16                           | - ARIA: Platinum - SNEP: Gold | Laundry Service                                   |
| "Te Dejo Madrid"                                                                  | 2002 | —                            | —                            | —                            | —                            | —                            | —                            | 7                            | —                            | —                            | —                            | 45                           | | Laundry Service                                   |
| "Que Me Quedes Tú"                                                                | 2002 | —                            | —                            | —                            | —                            | —                            | —                            | 10                           | —                            | —                            | —                            | 1                            | | Laundry Service                                   |
| "The One"                                                                         | 2003 | 16                           | 21                           | —                            | 39                           | 20                           | —                            | —                            | 17                           | —                            | —                            | —                            | | Laundry Service                                   |
| "La Tortura" (với Alejandro Sanz)                                                 | 2005 | —                            | 5                            | 7                            | 4                            | 3                            | —                            | 1                            | 2                            | —                            | 23                           | 1                            | - BVMI: Gold - AMPROFON: Gold - IFPI SWI: Gold - RIAA: Gold                                                                                                 | Fijación Oral Vol. 1                              |
| "No" (với Gustavo Cerati)                                                         | 2005 | —                            | —                            | —                            | —                            | —                            | —                            | —                            | —                            | —                            | —                            | 11                           | | Fijación Oral Vol. 1                              |
| "Don't Bother"                                                                    | 2005 | 30                           | 32                           | 24                           | 7                            | 8                            | —                            | —                            | 8                            | 9                            | 42                           | —                            | - RIAA: Gold | Oral Fixation Vol. 2                              |
| "Día de Enero"                                                                    | 2006 | —                            | —                            | —                            | —                            | —                            | —                            | —                            | —                            | —                            | —                            | 29                           | | Fijación Oral Vol. 1                              |
| "Hips Don't Lie" (với Wyclef Jean)                                                | 2006 | 1                            | 1                            | 1                            | 1                            | 1                            | —                            | —                            | 1                            | 1                            | 1                            | 1                            | - ARIA: Platinum - SNEP: Gold - BVMI: Platinum - AMPROFON: 2× Platinum - IFPI SWI: Platinum - BPI: Platinum - RIAA: 2× Platinum                             | Oral Fixation Vol. 2                              |
| "Illegal" (với Carlos Santana)                                                    | 2006 | —                            | 9                            | 16                           | —                            | 11                           | 4                            | —                            | 10                           | 34                           | —                            | —                            | | Oral Fixation Vol. 2                              |
| "Las de la Intuición"                                                             | 2007 | —                            | —                            | —                            | —                            | —                            | —                            | —                            | —                            | —                            | —                            | 31                           | - PROMUSICAE: 7× Platinum | Fijación Oral Vol. 1                              |
| "She Wolf"                                                                        | 2007 | 2009                         | 18                           | 5                            | 2                            | 3                            | 1                            | 2                            | 3                            | 4                            | 11                           | 1                            | - FIMI: Platinum - AMPROFON: Platinum - PROMUSICAE: 2× Platinum - IFPI SWI: Gold - BPI: Silver - RIAA: Platinum                                             | She Wolf                                          |
| "Did It Again"                                                                    | —    | 2009                         | —                            | —                            | 34                           | 15                           | 3                            | 12                           | 29                           | 26                           | —                            | 6                            | - PROMUSICAE: Gold | She Wolf                                          |
| "Give It Up to Me" (với Lil Wayne)                                                |      | 2009                         | —                            | —                            | —                            | —                            | —                            | —                            | —                            | —                            | 29                           | —                            | - RIAA: Gold | She Wolf                                          |
| "Gypsy"                                                                           | 2010 | —                            | 40                           | —                            | 7                            | —                            | 1                            | 3                            | 12                           | —                            | 65                           | 6                            | - AMPROFON: Gold - PROMUSICAE: Platinum | She Wolf                                          |
| "Waka Waka (This Time for Africa)" (với Freshlyground)                            | 2010 | 32                           | 1                            | 1                            | 1                            | 1                            | —                            | 1                            | 1                            | 21                           | 38                           | 2                            | - SNEP: Platinum - FIMI: 6× Platinum - BVMI: 5× Gold - AMPROFON: 2× Platinum - PROMUSICAE: 6× Platinum - IFPI SWI: 3× Platinum - BPI: Gold - RIAA: Platinum | Listen Up! The Official 2010 FIFA World Cup Album |
| "Loca" (với El Cata / Dizzee Rascal)                                              | 2010 | —                            | 1                            | 2                            | 6                            | 1                            | 2                            | 1                            | 1                            | —                            | 32                           | 1                            | - BVMI: Gold - FIMI: 2× Platinum - AMPROFON: 2× Platinum - PROMUSICAE: 2× Platinum - IFPI SWI: Platinum                                                     | Sale el Sol                                       |
| "Sale el Sol"                                                                     | 2011 | —                            | —                            | —                            | —                            | —                            | 1                            | 8                            | —                            | —                            | —                            | 10                           | - AMPROFON: Gold - PROMUSICAE: Gold | Sale el Sol                                       |
| "Rabiosa" (với El Cata / Pitbull)                                                 | 2011 | —                            | 5                            | 6                            | 26                           | 6                            | —                            | 1                            | 3                            | —                            | —                            | 8                            | - FIMI: Platinum - AMPROFON: 2× Platinum - PROMUSICAE: Platinum - IFPI SWI: Gold                                                                            | Sale el Sol                                       |
| "Antes de las Seis"                                                               | 2011 | —                            | —                            | —                            | —                            | —                            | 14                           | —                            | —                            | —                            | —                            | 21                           | - AMPROFON: Gold | Sale el Sol                                       |
| "Je l'aime à mourir"                                                              | 2011 | —                            | 1                            | 1                            | —                            | —                            | —                            | —                            | 18                           | —                            | —                            | —                            | - SNEP: Gold - IFPI SWI: Gold | Live from Paris                                   |
| "Addicted to You"                                                                 | 2012 | —                            | 18                           | 15                           | —                            | —                            | 1                            | 14                           | 70                           | —                            | —                            | 9                            | - AMPROFON: Platinum | Sale el Sol                                       |
| "Can't Remember to Forget You" (với Rihanna)                                      | 2014 | 18                           | 6                            | 5                            | 8                            | 13                           | 6                            | 2                            | 7                            | 11                           | 15                           | 6                            | - ARIA: Gold - BVMI: Gold - FIMI: Platinum - AMPROFON: Platinum - IFPI SWI: Gold - BPI: Silver                                                              | Shakira                                           |
| "Empire"                                                                          | 2014 | —                            | —                            | 82                           | —                            | —                            | —                            | 29                           | —                            | 25                           | 58                           | —                            | - RIAA: Platinum | Shakira                                           |
| "Dare (La La La)"/"La La La (Brazil 2014)" (với Carlinhos Brown)                  | 2014 | —                            | 3                            | 11                           | 12                           | 3                            | —                            | 2                            | 3                            | 106                          | 53                           | —                            | - BVMI: Gold - FIMI: Platinum - AMPROFON: Gold ("Dare (La La La)") - AMPROFON: Gold ("La La La (Brazil 2014)") - IFPI SWI: Gold                             | Shakira                                           |
| "—" Bài hát không có mặt trên bảng xếp hạng hoặc không phát hành tại quốc gia đó. |      |                              |                              |                              |                              |                              |                              |                              |                              |                              |                              |                              | |                                                   |

### Hát phụ
| "El Ultimo Adios (The Last Goodbye)" (thuộc Artists for 9/11 attacks) | 2001 | —  | — | —  | —  | —  | —  | —  | —                         |                                                                                   |                                                                                   |                                                                                   |                                                                                   |                                                                                   |                                                                                   |                                                                                   |                                                                                   |                                                                                   |                                                                                   |                                                                                   |                                                                                   |                                                                                   |                                                                                   |                                                                                   |                                                                                   |
| "What More Can I Give" (thuộc All Stars)                              | 2003 | —  | — | —  | —  | —  | —  | —  | —                         |                                                                                   |                                                                                   |                                                                                   |                                                                                   |                                                                                   |                                                                                   |                                                                                   |                                                                                   |                                                                                   |                                                                                   |                                                                                   |                                                                                   |                                                                                   |                                                                                   |                                                                                   |                                                                                   |
| "Te Lo Agradezco, Pero No" (Alejandro Sanz featuring Shakira)         | 2007 | —  | — | —  | —  | —  | —  | 1  | El Tren de los Momentos   |                                                                                   |                                                                                   |                                                                                   |                                                                                   |                                                                                   |                                                                                   |                                                                                   |                                                                                   |                                                                                   |                                                                                   |                                                                                   |                                                                                   |                                                                                   |                                                                                   |                                                                                   |                                                                                   |
| "Si Tú No Vuelves" (Miguel Bosé và Shakira)                           | 2007 | —  | — | —  | —  | —  | —  | —  | Papito                    |                                                                                   |                                                                                   |                                                                                   |                                                                                   |                                                                                   |                                                                                   |                                                                                   |                                                                                   |                                                                                   |                                                                                   |                                                                                   |                                                                                   |                                                                                   |                                                                                   |                                                                                   |                                                                                   |
| "Sing" (Annie Lennox với các nghệ sĩ nữ)                              | 2007 | —  | — | —  | —  | —  | —  | —  | Songs of Mass Destruction |                                                                                   |                                                                                   |                                                                                   |                                                                                   |                                                                                   |                                                                                   |                                                                                   |                                                                                   |                                                                                   |                                                                                   |                                                                                   |                                                                                   |                                                                                   |                                                                                   |                                                                                   |                                                                                   |
| "Somos El Mundo 25 Por Haiti" (thuộc Artists for Haiti)               | 2010 | —  | — | —  | —  | —  | —  | —  | —                         |                                                                                   |                                                                                   |                                                                                   |                                                                                   |                                                                                   |                                                                                   |                                                                                   |                                                                                   |                                                                                   |                                                                                   |                                                                                   |                                                                                   |                                                                                   |                                                                                   |                                                                                   |                                                                                   |
| "Ay Haiti" (thuộc Artists for Haiti)                                  | 2010 | —  | — | —  | —  | —  | —  | —  | —                         |                                                                                   |                                                                                   |                                                                                   |                                                                                   |                                                                                   |                                                                                   |                                                                                   |                                                                                   |                                                                                   |                                                                                   |                                                                                   |                                                                                   |                                                                                   |                                                                                   |                                                                                   |                                                                                   |
| "Gracias a la Vida" (thuộc Artists for Chile)                         | 2010 | —  | — | —  | —  | —  | —  | —  | —                         |                                                                                   |                                                                                   |                                                                                   |                                                                                   |                                                                                   |                                                                                   |                                                                                   |                                                                                   |                                                                                   |                                                                                   |                                                                                   |                                                                                   |                                                                                   |                                                                                   |                                                                                   |                                                                                   |
| "Get It Started" (Pitbull và Shakira)                                 | 2012 | 17 | — | 57 | 14 | 32 | 89 | 48 | Global Warming            |                                                                                   |                                                                                   |                                                                                   |                                                                                   |                                                                                   |                                                                                   |                                                                                   |                                                                                   |                                                                                   |                                                                                   |                                                                                   |                                                                                   |                                                                                   |                                                                                   |                                                                                   |                                                                                   |
| "Mi Verdad" (Maná featuring Shakira)                                  | 2015 | —  | — | —  | 2  | —  | —  | 1  | Cama Incendiada           |                                                                                   |                                                                                   |                                                                                   |                                                                                   |                                                                                   |                                                                                   |                                                                                   |                                                                                   |                                                                                   |                                                                                   |                                                                                   |                                                                                   |                                                                                   |                                                                                   |                                                                                   |                                                                                   |
| "La Bicicleta" (Carlos Vives hợp tác với Shakira)                     | 2015 | —  | — | 45 | 1  | 59 | 95 | 2  | Vives                     | "—" Bài hát không có mặt trên bảng xếp hạng hoặc không phát hành tại quốc gia đó. | "—" Bài hát không có mặt trên bảng xếp hạng hoặc không phát hành tại quốc gia đó. | "—" Bài hát không có mặt trên bảng xếp hạng hoặc không phát hành tại quốc gia đó. | "—" Bài hát không có mặt trên bảng xếp hạng hoặc không phát hành tại quốc gia đó. | "—" Bài hát không có mặt trên bảng xếp hạng hoặc không phát hành tại quốc gia đó. | "—" Bài hát không có mặt trên bảng xếp hạng hoặc không phát hành tại quốc gia đó. | "—" Bài hát không có mặt trên bảng xếp hạng hoặc không phát hành tại quốc gia đó. | "—" Bài hát không có mặt trên bảng xếp hạng hoặc không phát hành tại quốc gia đó. | "—" Bài hát không có mặt trên bảng xếp hạng hoặc không phát hành tại quốc gia đó. | "—" Bài hát không có mặt trên bảng xếp hạng hoặc không phát hành tại quốc gia đó. | "—" Bài hát không có mặt trên bảng xếp hạng hoặc không phát hành tại quốc gia đó. | "—" Bài hát không có mặt trên bảng xếp hạng hoặc không phát hành tại quốc gia đó. | "—" Bài hát không có mặt trên bảng xếp hạng hoặc không phát hành tại quốc gia đó. | "—" Bài hát không có mặt trên bảng xếp hạng hoặc không phát hành tại quốc gia đó. | "—" Bài hát không có mặt trên bảng xếp hạng hoặc không phát hành tại quốc gia đó. | "—" Bài hát không có mặt trên bảng xếp hạng hoặc không phát hành tại quốc gia đó. |

### Các bài hát khác
| "Quiero"                                                                          | 1996 | —  | —  | —  | 18 | Pies Descalzos              |
| "Día Especial"                                                                    | 2006 | —  | —  | —  | 26 | Fijación Oral, Vol. 1       |
| "Despedida"                                                                       | 2008 | —  | —  | 32 | —  | Love in the Time of Cholera |
| "Good Stuff"                                                                      | 2010 | 49 | —  | —  | —  | She Wolf                    |
| "Devoción"                                                                        | 2010 | —  | —  | 40 | —  | Sale el Sol                 |
| "Gordita"                                                                         | 2010 | —  | —  | 10 | —  | Sale el Sol                 |
| "Islands"                                                                         | 2010 | —  | —  | 39 | —  | Sale el Sol                 |
| "Lo Que Mas"                                                                      | 2010 | —  | —  | 28 | —  | Sale el Sol                 |
| "Mariposas"                                                                       | 2010 | —  | —  | 47 | —  | Sale el Sol                 |
| "Boig Per Tu"                                                                     | 2014 | 1  | —  | —  | —  | Shakira                     |
| "Loca Por Ti"                                                                     | 2014 | —  | —  | 19 | —  | Shakira                     |
| "Medicine" (hợp tác với Blake Shelton)                                            | 2014 | —  | 57 | —  | —  | Shakira                     |
| "—" Bài hát không có mặt trên bảng xếp hạng hoặc không phát hành tại quốc gia đó. |      |    |    |    |    |                             |